# أراوكو (تشيلي)
أراوكو (بالإسبانية: Arauco, Chile)‏ هي بلدية تقع في تشيلي في Arauco Province. يقدر عدد سكانها بـ 34,902 نسمة ومساحتها 956.1 كم2 وترتفع عن سطح البحر 12 متر.

## أعلام
- رودريغو ميار